# Nathan Ehrenfeld
Dr. Nathan Ehrenfeld (18. května 1843, Dubník u Nových Zámků – 17. února 1912, Praha) byl český rabín, řečník a teolog, který v letech 1890 až 1912 působil jako vrchní pražský rabín. V pojetí judaismu zastával především konzervativní a ortodoxní postoje.

## Život

### Mládí
Nathan Ehrenfeld se narodil roku 1843 v Dubníku nedaleko Nových Zámků, tehdy části Uherska. Studoval na ješivě (rabínském semináři) v Bratislavě, Eisenstadtu a Berlíně, kde byl studentem ortodoxního rabína Esriela Hildesheimera (1820–1899). Poté nastoupil ke studiu teologie na Vídeňské univerzitě. Doktorát získal na univerzitě v Kielu získal disertační prací o Josefu Albovi.
Pote působil jako rabín v Brandenburg an der Havel (1872–1876), dále v Prenzlau a od roku 1878 v Hnězdně.

### Praha

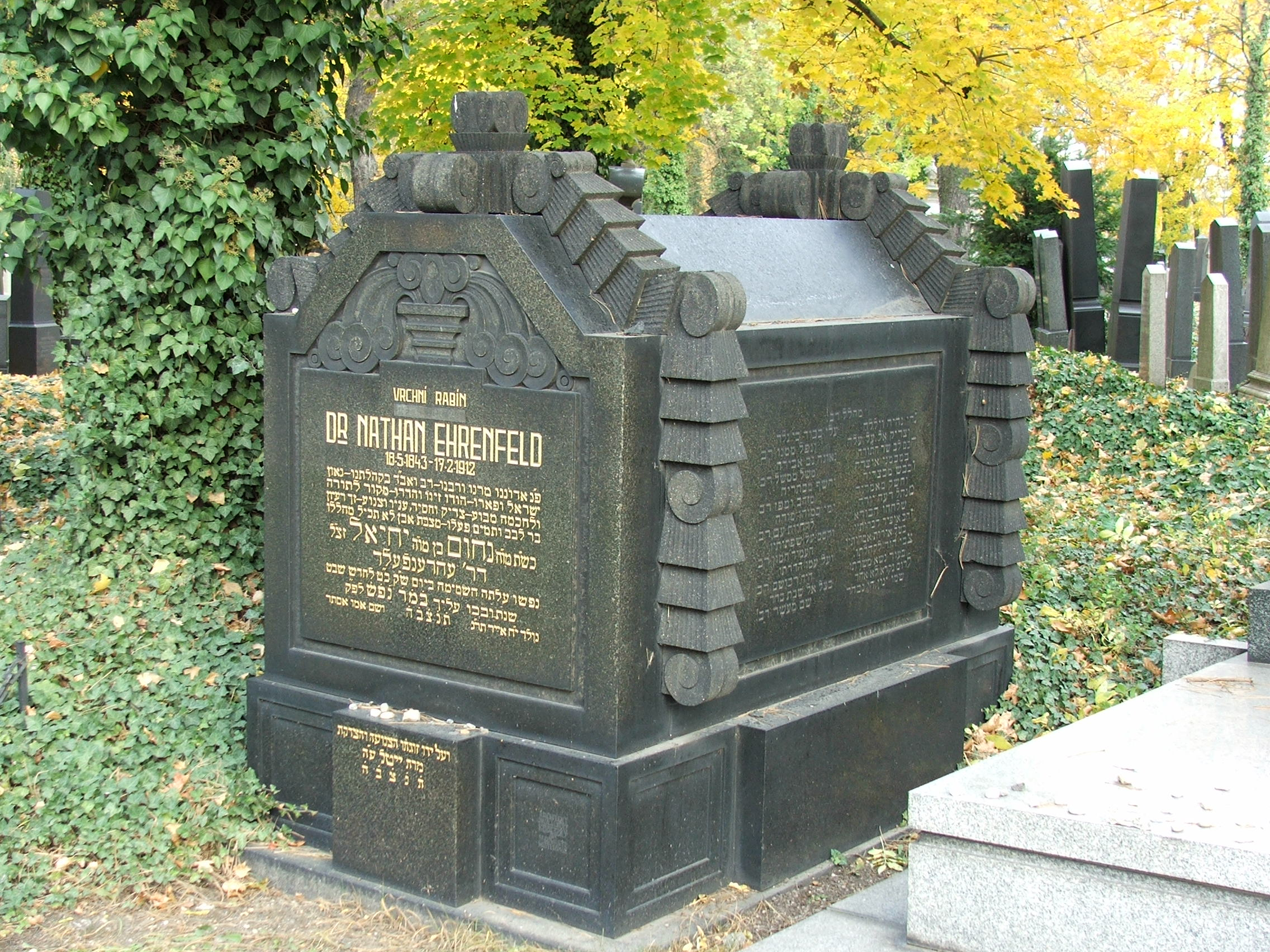
Hrobka Nathana Ehrenfelda na Novém židovském hřbitově na Olšanech

V roce 1890 se s rodinou přesunul do Prahy, kde v červnu vystřídal Markuse Hirsche (1833–1909) ve funkci hlavního rabína v Praze. Zde setrval i přes četné nabídky z německých židovských obcí (včetně berlínské). Byl znám jako zdatný řečník, který často vyjížděl mimo Prahu. Zastával konzervativní a ortodoxní pojetí židovské víry. Po roce 1900 kupříkladu vydal zákaz ukládání pohřebních uren na Nový židovský hřbitov na Olšanech, neboť kremace odporuje židovským pohřebním tradicím.
Zapojil se také do charitativních aktivit sponzorovaných finančníkem Karlem Wilhelmem Rothschildem. Se svou manželkou počali celkem pět dětí.

### Úmrtí
Nathan Ehrenfeld zemřel 12. února 1912 v Praze a byl pochován na Novém židovském hřbitově na Olšanech. Autorem jeho hrobky je pražský architekt Paul Albert Kopetzky.
Po jeho smrti nastoupil v úřadu vrchního rabína Ehrenfeldův zeť, dr. Chajim (Jindřich) Brody, který také promluvil na jeho pohřbu.